# FC Speyer 09
Der FC Speyer 09 (offiziell: Fußballclub Speyer 09 e. V.) ist ein Fußballverein aus Speyer. Die erste Mannschaft der Frauen spielte von 2016 bis 2019 in der drittklassigen Regionalliga Südwest. Die erste Männermannschaft stieg 2020 in die fünftklassige Oberliga Rheinland-Pfalz/Saar auf, aus der sie 2022 wieder abstieg.

## Geschichte
Der FC Speyer 09 entstand am 29. April 2009 durch die Fusion des FV Speyer mit dem VfR Speyer. Am 27. Januar 2013 trat noch der Verein Schwarz-Weiß Speyer bei.
Der FV Speyer wurde am 15. Mai 1919 als Fußballabteilung des TV 1847 Speyer gegründet und wurde noch im Gründungsjahr als FV Speyer eigenständig. Im Jahre 1938 musste der FV zwangsweise mit dem TV 1861 Speyer zum VfL Speyer fusionieren. 1946 erfolgte die Neugründung des FV Speyer. Unter diesem Namen spielte der Verein von 1952 bis 1955 sowie von 1956 bis 1960 in der seinerzeit erstklassigen Oberliga Südwest. Von 1968 bis 1974 gehörte der FV Speyer der seinerzeit zweitklassigen Regionalliga Südwest an.
Der VfR Speyer entstand im Jahre 1950 als Nachfolgeverein der DJK Speyer. Der Verein kam sportlich nicht über die Kreisebene hinaus. Schwarz-Weiß Speyer wiederum wurde am 5. Januar 1934 als Post-Sportverein Speyer gegründet und nahm im Jahre 1962 den Namen Schwarz-Weiß an. Größter Erfolg war der Aufstieg der B-Junioren in die seinerzeit erstklassige Regionalliga Südwest im Jahre 2003.

## Frauenfußball

### Geschichte
Gleich in der ersten Saison nach der Fusion stieg die Frauenmannschaft des FC Speyer 09 in die Verbandsliga Südwest auf, musste allerdings den direkten Wiederabstieg hinnehmen. Bereits in der folgenden Spielzeit 2011/12 gelang der Wiederaufstieg in die Verbandsliga. Zwei Jahre später wurden die Speyerinnen Vizemeister der Verbandsliga hinter dem FFV Fortuna Göcklingen. Die folgende Spielzeit 2015/16 beendete die Mannschaft punktgleich mit Wormatia Worms. Durch einen 3:1-Sieg im Entscheidungsspiel wurden die Speyerinnen Meister und stiegen in die Regionalliga Südwest auf.
In der Saison 2017/18 wurden die Speyerinnen Vizemeister der Regionalliga Südwest hinter dem TuS Issel. Durch den Verzicht des TuS Issel nahm der FC Speyer 09 an der Qualifikationsrunde zur eingleisigen 2. Bundesliga teil. Man traf in der Gruppe auf den SV 67 Weinberg, den FF USV Jena II und Eintracht Frankfurt. Nachdem man alle Spiele verloren hatte, verblieb man in der Regionalliga. Nach der Saison 2018/19 zog der Verein aus Personalmangel die Frauenmannschaft zurück. In der Saison 2021/22 erfolgte ein Neustart in der Bezirksliga.
Den B-Juniorinnen spielt seit dem Aufstieg im Jahre 2017 in der Staffel West/Südwest der B-Juniorinnen-Bundesliga. Im Jahre 2019 erreichten die Speyerinnen das Endspiel um den DFB-Futsal-Cup der B-Juniorinnen, verloren dieses allerdings gegen den Hamburger SV mit 0:2. Größter Erfolg in der Bundesliga war der dritte Platz in der Saison 2021/22.

### Erfolge
- Meister der Verbandsliga Südwest: 2016
- Finalist im DFB-Futsal-Cup der B-Juniorinnen: 2019

## Männerfußball

### Geschichte
Die Männermannschaft begann ebenfalls in der Bezirksliga und schaffte im Jahre 2011 den Aufstieg in die Landesliga. Nach einem dritten Platz im Jahre 2014 wurden die Speyerer zwei Jahre später Meister und stiegen in die Verbandsliga Südwest auf. Dort etablierte sich die Mannschaft in den folgenden Jahren mit Platzierungen im oberen Tabellendrittel. 2020 gelang der Aufstieg in die Oberliga Rheinland-Pfalz/Saar. 2022 erfolgte als Tabellenletzter der Wiederabstieg in die Verbandsliga Südwest. In der darauffolgenden Spielzeiten 2022/23 und 2023/24 stieg der Verein jeweils erneut ab und spielt seit der Saison 2024/25 in der achtklassigen Bezirksliga Vorderpfalz.

### Erfolge
- Meister der Verbandsliga Südwest: 2020
- Meister der Landesliga Südwest: 2016

## Jugendfußball

### Geschichte
Nach der Fusion 2009 starteten alle Jugendmannschaft in der Kreis- oder Bezirksklasse. In den folgenden Jahren erzielten die Jugendmannschaften Erfolge und stiegen mehrmals auf. Zur Saison spielen die A- und B-Jugend in der 2. höchsten Klasse, der Regionalliga Südwest. Die C-Jugend in der höchsten Liga, ebenfalls in der Regionalliga Südwest und die D-Jugend auch in der höchsten Liga, hier die Verbandsliga Südwest. In der D-Jugend spielt man hier seit der Gründung ununterbrochen in der höchsten Liga.
Im Pokal gewann man bereits drei Mal den D-Jugend-Verbandspokal und ist damit Rekordpokalsieger.

### Erfolge
- Aufstieg A-Jugend Regionalliga: 2016
- Aufstieg B-Jugend Regionalliga: 2024
- Aufstieg C-Jugend Regionalliga: 2019
- D-Jugend Verbandspokalsieg: 2016, 2018, 2022

## Persönlichkeiten
- Andreas Backmann, war Zweitligaspieler beim 1. FC Saarbrücken
- Jule Brand, deutsche Nationalspielerin
- Brajan Gruda, wurde Bundesligaspieler FSV Mainz 05
- Tino Kaufmann, Fußballprofi
- Sandy Sauber, luxemburgische Nationalspielerin
- Ralf Schmitt, war Bundesligaspieler bei Eintracht Frankfurt